# Eine verrückte Reise durch die Nacht
Eine verrückte Reise durch die Nacht (Originaltitel: The Night Before) ist eine US-amerikanische Filmkomödie aus dem Jahr 1988.

## Handlung
Aufgrund einer verlorenen Wette muss die beliebte Tara den unbeliebten Winston auf den Schulball begleiten. Auf dem Weg dorthin verfährt sich Winston jedoch, gerät zusammen mit ihr in eine Musikkneipe in einer heruntergekommenen Gegend von Los Angeles und wacht einige Zeit später in einer Gasse allein wieder auf. Er erinnert sich an die vorherigen Geschehnisse erst nach und nach wieder – für den Zuschauer über mehrere Rückblenden sichtbar gemacht – und trifft schließlich in der mittlerweile leeren Kneipe auf die Prostituierte Rhonda, die Winston erzählt, dass er Tara für eine große Summe Geld an einen Zuhälter namens Tito verkauft habe. Winston begibt sich daraufhin auf die Suche nach seiner Begleiterin und findet diese nach etlichen Begegnungen mit zwielichtigen Gestalten schließlich in einem Hotel an ein Bett gefesselt wieder. Er rettet sie vor einem anderen Zuhälter, flüchtet mit ihr und begegnet in einer Seitenstraße schließlich Tito, der sich betrogen fühlt und die beiden umbringen möchte.
Es gelingt den beiden jedoch, mit Winstons Auto zu fliehen und sich nach einer kurzen Verfolgungsjagd abzusetzen. Danach täuschen die beiden gegenüber Taras Vater, einem Polizisten, vor, auf dem Ball gewesen zu sein und fahren schließlich nach einem Kuss gemeinsam mit dem Auto zu ihr nach Hause.

## Kritiken
Während Sandra Brennan vom All-Movie Guide dem Film eine ungewöhnliche Handlung zuspricht, bewertet Reeves-Biograph Brian J. Robb den Plot als altbekannt, Regisseur Eberhardt nutze zudem die Fähigkeiten seines Hauptdarstellers Reeves nicht ausreichend.